# Moraea minima
Moraea minima är en irisväxtart som beskrevs av Peter Goldblatt. Moraea minima ingår i släktet Moraea och familjen irisväxter. Inga underarter finns listade i Catalogue of Life.